# Telephium oligospermum
Telephium oligospermum är en nejlikväxtart som beskrevs av Ernst Gottlieb von Steudel och Pierre Edmond Boissier. Telephium oligospermum ingår i släktet Telephium och familjen nejlikväxter. Inga underarter finns listade i Catalogue of Life.